# Ludwika de Marillac

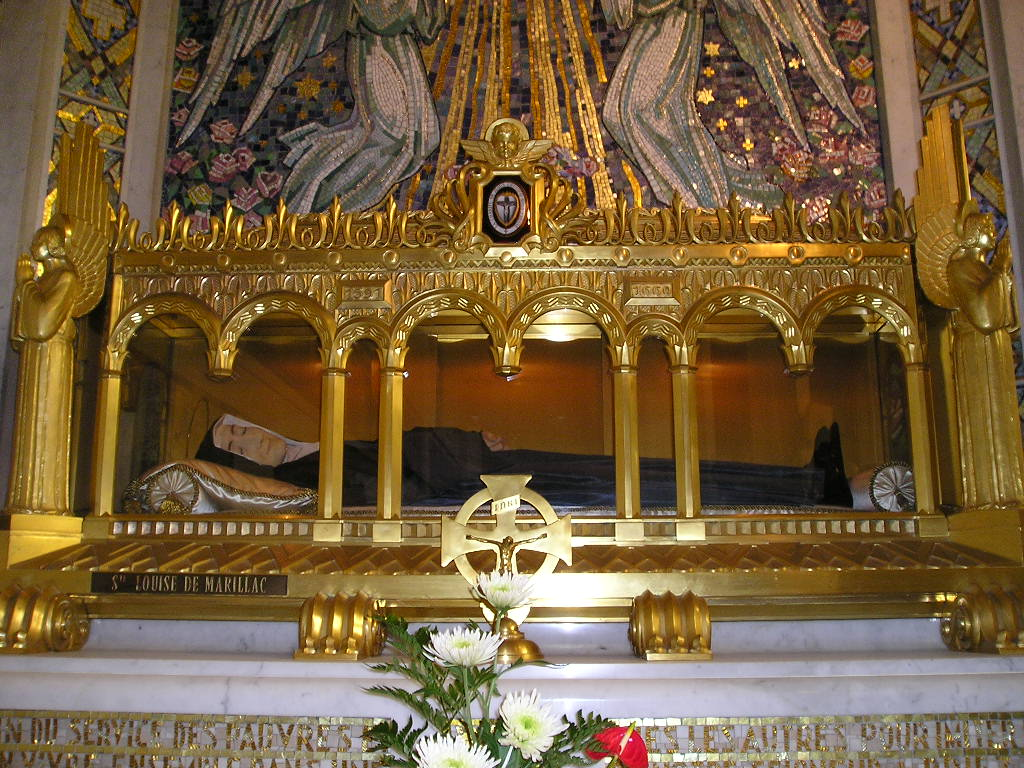
Relikwie św. Ludwiki de Marillac

Ludwika de Marillac (ur. 12 sierpnia 1591 w Paryżu, zm. 15 marca 1660) – francuska święta Kościoła katolickiego, założycielka Zgromadzenia Sióstr Miłosierdzia.

## Narodziny i dzieciństwo
Ludwika de Marillac całe życie mieszkała w Paryżu. Pochodziła ze starego rodu z Owernii, któremu nadano szlachectwo dopiero w 1569 roku w osobie jej dziadka Wilhelma II de Marillac (1518–1573). Urodziła się w okolicznościach okrytych tajemnicą. W akcie notarialnym sporządzonym 15 sierpnia, Ludwik I de Marillac (1556–1604), rycerz, pan na włościach Ferrières-en-Brie i Villiers-Adam, kapitan kompanii 50 kopii ordynansów króla, przyznał Ludwice pensję i nazwał ją swoją „córką naturalną”. Możliwe jest jednak, że wziął na siebie odpowiedzialność za te narodziny jedynie, by oszczędzić skandalu jednemu ze swoich braci. W każdym razie w chwili, gdy żenił się powtórnie 15 stycznia 1595 roku, z pewnością umieścił już małą Ludwikę na pensji w klasztorze królewskim Świętego Ludwika w Poissy. Tam dominikanki uczyły Ludwikę poznawać Boga, czytać, pisać i malować. Otrzymała solidną formację humanistyczną pod kierownictwem jednej ze swoich ciotek, Matki Ludwiki de Marillac, starszej nazwiskiem (1556–1629). Prawdopodobnie wtedy Ludwika poznała duchowość Katarzyny Sieneńskiej, która później będzie przebijać w jej pismach duchowych.
Wkrótce jednak, z pewnością po śmierci Ludwika de Marillac (25 lipca 1604), Ludwika została umieszczona przez Michała de Marillac (1560–1632), przyszłego kanclerza Francji, który stał się jej opiekunem, w pensjonacie dla dziewcząt w Paryżu. Tam uczyła się prowadzenia domu i korzystała z klimatu reformy katolickiej, która rozpalała pobożny Paryż. Bywała wówczas u Kapucynek „córek Krzyża” na Przedmieściu Saint-Honoré, i pragnęła zostać jedną z nich. Złożyła ślub służenia Bogu i bliźniemu.
Dawny członek Ligi, Michał de Marillac został adwokatem generalnym w parlamencie. Wziął wtedy aktywny udział w założeniu Karmelu reformowanego we Francji. Przebywał stale w otoczeniu pani Acarie i tam poznał księży Piotra de Bérulle (1575–1629) i Karola Bochard de Champigny (1568–1624), znanego „Honoriusza Paryża”. Ten ostatni w 1612 roku był prowincjałem kapucynów. To on wziąwszy pod uwagę złożoną słabość Ludwiki de Marillac, poradził jej, by porzuciła zamiar pozostania kapucynką, zapewniając ją, że Bóg ma względem niej „inny plan”.
Niebawem kierownikiem na duchowej drodze Ludwiki został Piotr Camus (1584–1652), biskup Belley, wielki przyjaciel św. Franciszka Salezego i siostrzeniec, przez powinowactwo, Ludwika de Marillac. Mimo długich nieobecności, Ludwika przywiązała się bardzo do tego Bożego człowieka o licznych cechach, który zakończył swoje życie wśród „Nieuleczalnie chorych”. Między licznymi pobożnymi powieściami, które wydał biskup Camus, kilka ma na celu „ukazanie zazdrości Boga poprzez sprawiedliwe kary, które daje On odczuć tym, którzy przez siłę, albo przez przebiegłość usiłowali wyrwać Mu oblubienice z Jego ramion”.

## Lata małżeństwa
Michał de Marillac i jego szwagier Oktawian II Doni d’Attichy (zmarły w 1614), z pochodzenia Florentyńczyk, widząc w Ludwice nową sprzyjającą okazję, by przybliżyć się do władzy, wybrali jej za małżonka sekretarza dekretów królowej matki Marii Medycejskiej. Takim sposobem, 5 lutego 1613 roku, Ludwika de Marillac, w kościele św. Gerwazego, poślubiła Antoniego Le Gras (urodzonego w 1575 lub 1580), wywodzącego się ze starego rodu z Montferrand, który doszedł do stanu szlacheckiego. Antoni chciał związać się ze szlachtą Le Gras, której nazwisko i herb nosił bardziej niż jego przodkowie. Jego małżonka nazywana była „panną”, tytułem zarezerwowanym wówczas dla żon i córek osób pełniących wysokie zadania i funkcje, ale nie posiadających tytułu szlacheckiego. W październiku młoda żona urodziła przedwcześnie małego Michała. Jednak szczęście rodziny Le Gras trwało krótko. W 1622 roku, Antoni ciężko zachorował. Myśląc, że przez tę chorobę Bóg ją karze, że nie oddała się Jemu, jak Mu to przyrzekła w młodości, Ludwika doświadczyła długiego okresu depresji i nocy ducha.
Jednakże w dzień Zesłania Ducha Świętego 1623 roku, w czasie modlitwy w kościele Świętego Mikołaja des Champs, duch jej został oświecony i wątpliwości zniknęły w jednej chwili. Z zapisu na pergaminie, gdzie szczegółowo opisała to „Światło Pięćdziesiątnicy” i który nosiła przy sobie przez resztę życia, dowiadujemy się, że tego dnia zdobyła pewność, że jej miejsce jest u wezgłowia łóżka jej chorego męża i że przyjdzie czas kiedy będzie mogła złożyć śluby, żyć we wspólnocie, i że znajdzie nowego kierownika duchowego. Pod koniec 1624 lub na początku 1625 roku, spotkała św. Wincentego a Paulo (1581–1660), który właśnie zakładał bractwa Miłosierdzia na zakończenie misji głoszonych w licznych parafiach posiadłości państwa Gondich i który z ich pomocą założył Zgromadzenie Misji, nazywane Lazarystami. Chory na gruźlicę, Antoni Le Gras zmarł 21 grudnia 1625 roku, pozostawiając Ludwikę i małego Michała w niepewnej sytuacji finansowej. Niemniej Ludwika umieściła wtedy Michała w internacie Świętego Mikołaja du Chardonnet.

## Życie wdowy
Od 1625 do 1629 roku księdzu Wincentemu udawało się powoli zwrócić uwagę Panny Le Gras ku trosce o zbawienie innych, bardziej niż w stronę własnej pobożności czy macierzyńskiego niepokoju, tak skutecznie, że w liście z 6 maja 1629 roku, uroczyście przekazał jej odpowiedzialność za Panie Miłosierdzia. Panie pochodzące ze szlachty i burżuazji, zobowiązały się poświęcić swój czas służbie ubogim co do ciała i co do duszy, ale niektóre z nich posyłały do ubogich raczej swoje służące lub polecały przygotowanie posiłków innym. Nie czyniły tego same. Panna Le Gras, która miała odpowiedzialność głównie za ubrania i leki, gromadziła panie, słuchała je i zachęcała, by widziały Chrystusa w ubogich, którym służą, przekazywała rachunki do wglądu i formowała nauczycielki dla nauczania dziewcząt. Odtąd, w miarę jak pokonywała swoje słabości fizyczne i lęki w przemierzaniu parafii dla organizowania w nich lub umacniania Pań Miłosierdzia, ujawniała się osobowość Ludwiki.
W tym czasie Michał de Marillac, mianowany ministrem sprawiedliwości, 1 czerwca 1626 roku, został przełożonym grupy pobożnych po śmierci kardynała de Bérulle (2 października 1629), a jego przyrodni brat Ludwik II de Marillac (1573–1632) został mianowany marszałkiem Francji, 3 czerwca 1629 roku. Od oblężenia La Rochelle (sierpień 1627 – październik 1628), ich opozycja wobec polityki kardynała Richelieu była oczywista. Stała się przyczyną ich upadku, w czasie słynnego dnia Oszukanych (11 października 1630). Popadłszy w niełaskę, marszałek i kanclerz, zostali uwięzieni i postawieni przed sądem w rezydencji. Oskarżony o malwersacje i osądzony przez trybunał, będący całkowicie po stronie Richelieu’go, marszałek został ścięty publicznie na Placu de Grève 10 maja 1632 roku. Natomiast Michał de Marillac zamknięty w twierdzy w Châteaudun, przetłumaczył Księgę Hioba i rozpoczął Traktat o życiu wiecznym. Zmarł tam 7 sierpnia 1632 roku.
W międzyczasie, 5 lutego 1630 roku, wizytując Bractwo w Asnières i przygotowując się do wyjazdu na wizytację Bractwa w Saint-Cloud, Ludwika de Marillac chciała uczcić rocznicę swojego ślubu uczestnicząc we Mszy Św. Po przyjęciu Komunii Świętej przeżyła doświadczenie mistycznych zaślubin z Chrystusem, o których nieco później opowiedziała w słowach: wydaje mi się, że nasz Pan poddał mi myśl, bym Go przyjęła za Oblubieńca mojej duszy. Doświadczeniem tym, nie zwlekając, dzieliła się z innymi.
19 lutego 1630 roku ksiądz Wincenty, po powrocie z misji w Suresnes, posłał do niej Małgorzatę Naseau, młodą pasterkę krów pochodzącą z Suresnes, która nauczyła się czytać, by uczyć okoliczną młodzież, i która poświęciła się dla służenia ubogim. Małgorzata nie bała się przyłożyć ręki do dzieła.

## Założenie Sióstr Miłosierdzia
Opiekując się chorymi na zarazę, Małgorzata Naseau zmarła po 24 lutego 1633 roku; ale już inne dziewczęta wiejskie przybyły, by ją zastąpić. Dnia 29 listopada 1633 roku, w porozumieniu z Księdzem Wincentym, Ludwika zgromadziła je pod swoim dachem, by je formować. 25 marca 1642 roku, Ludwika i cztery pierwsze siostry złożyły śluby oddając się całkowicie na służbę Chrystusowi w ubogich. Takie były skromne początki Zgromadzenia Sióstr Miłosierdzia.
Powiązani ścisłą współpracą i wielką przyjaźnią, Ludwika i ksiądz Wincenty wspólnie odpowiadali na wezwania najuboższych swego czasu, dzięki nowemu Zgromadzeniu, które założyli. Wychowanie dzieci znalezionych, pomoc ofiarom wojny trzydziestoletniej i Frondy, opieka nad chorymi w domach lub w szpitalach, posługa niesiona galernikom i osobom niepełnosprawnym umysłowo, nauczanie ubogich dziewcząt, udział w tworzeniu hospicjum Najświętszego Imienia Jezus i szpitala głównego w Paryżu, nic nie zatrzymało tych nowych Sióstr, nie zamkniętych w klasztorze, tych dziewcząt „pełnego wiatru”, które „za welon mają świętą skromność”, „za klasztor dom chorych, za celę wynajęty pokój, za krużganki ulice miasta lub szpitalne sale”, a za hasło słowa: Miłość Jezusa Ukrzyżowanego przynagla nas. Panna Le Gras powoli posyłała i osobiście zakładała nowe wspólnoty wszędzie tam, gdzie potrzeba była naprawdę pilnie odczuwana – blisko w trzydziestu miastach Francji i aż do Polski: Paryż, Richelieu, Angers, Sedan, Nanteuil-le-Haudouin, Liancourt, Saint-Denis, Serqueux, Nantes, Fontainebleau, Montreuil/Mer, Chars, Chantilly, Montmirail, Hennebont, Brienne, Étampes, Warszawa, Bernay, Sainte-Marie du Mont, Cahors, Saint-Fargeau, Ussel, Calais, Metz i Narbonne.
W 1657 roku, Wincenty a Paulo powiedział, że Ludwika de Marillac od ponad dwudziestu lat jest jak umarła. Zmarła 15 marca 1660 roku, na kilka miesięcy przed nim. Ciało jej pochowane zostało najpierw w kościele Świętego Wawrzyńca w Paryżu. Dziś spoczywa w szklanej trumnie w kaplicy obecnego Domu Macierzystego Sióstr Miłosierdzia przy ulicy (Rue) du Bac 140 w Paryżu.

## Proces beatyfikacyjny i kanonizacyjny
Ludwika de Marillac została beatyfikowana 9 maja 1920 roku przez Benedykta XV, kanonizowana 11 marca 1934 roku przez Piusa XI i ogłoszona patronką dzieł miłosierdzia w 1960 roku przez św. Jana XXIII. Córka z nieprawego łoża, małżonka doświadczona cierpieniem, kontemplatywna i czynna wdowa, zamartwiająca się matka i spokojna babcia, nauczycielka i opiekunka, pracująca społecznie i organizatorka Miłosierdzia, w dalszym ciągu inspiruje dobro w mężczyznach i kobietach, wśród których jest 21 000 Sióstr Miłosierdzia, nazywanych często Siostrami Świętego Wincentego a Paulo, które służą na całym świecie wraz z licznymi współpracownikami.